# Gimmick!
Gimmick! is een roman van de Nederlandse schrijver Joost Zwagerman uit 1989, die de doorbraak van de auteur bij een groot publiek betekende. Walter van Raamdonk is een jonge kunstenaar die deel uitmaakt van een groep beeldend kunstenaars die regelmatig samenkomt in de Amsterdamse discotheek de Gimmick en ook op het eiland Tenerife verblijft. De overtuiging dat idealen in de kunst overleefd zijn heeft ruimte gegeven aan een cynisch streven naar materieel succes. Seks, drugs en geld is wat de groepsleden drijft. Hoewel de roman in de literaire kritiek wisselend werd ontvangen, verkreeg het boek later de reputatie een grote inspiratie voor de literaire Generatie Nix te zijn geweest .
Gimmick! wordt vaak aangezien voor een sleutelroman rond de groep van kunstenaar Rob Scholte. Hoewel de auteur heeft bevestigd dat deze groep model stond voor de groep in de roman, ontkende hij dat sprake was van een sleutelroman, omdat de individuele personages niet zijn gebaseerd op individuele kunstenaars.

## Ontstaansgeschiedenis
Als voorstudie voor de roman kan volgens essayist Marc Kregting een '"Pomo"-zoektocht' worden beschouwd die Zwagerman bijdroeg aan Haagse Post van 18 april 1987: 'De Tijdgeest en het geheim van de zeven schoenendozen.' Net als de roman bestaat deze reportage, waarin Zwagerman zich zowel schrijver als reporter toont, uit vier delen. Verder weerspiegelt het stuk de nodige kunstopvattingen die in de roman door het personage Eckhardt worden verkondigd. Net als in de roman wordt in de reportage het eiland Tenerife als postmodern eiland voorgesteld.
In een interview verklaarde Zwagerman:
"Een van de redenen om dat boek te schrijven was: er is zoveel geschreven over de jaren zestig, boeken met hasj, softdrugs, alcohol. Maar waar blijft toch die roman over de jaren tachtig waarin de cocaïne een rol speelt? De yuppiecultuur van die patserige mannetjes in die scherp gesneden kostuums, waar blijft die? Dat alles wilde ik heel graag in een roman zetten."
Zwagerman heeft ook verklaard dat zijn roman een herschrijving was van De avonden van Gerard Reve uit 1947, om te laten zien dat er sindsdien van alles veranderd was, maar niet het levensgevoel van de adolescent. Ook onthulde hij dat een eerdere versie van zijn roman beschouwende en moraliserende passages van protagonist Raam bevatte, die uit de definitieve versie zijn geschrapt.

## Inhoud
De jonge kunstenaar Walter 'Raam' van Raamsdonk, een maand geleden vijfentwintig geworden, kan zich niet losmaken van zijn ex-vriendin, Suzan 'Sammie' Fortuyn, dochter van een hoogleraar sociale geografie. Haar moeder zit in de public relations. Raam zag Sammie voor het eerst in het Amsterdamse café de Adel, waar Raams vriend Wim Eckhardt (bijna dertig) haar aanwees en 'een van de tien écht mooie vrouwen van Amsterdam' noemde: 'ik stuiterde zowat door het café van onmiddellijke verliefdheid.' Na sluitingstijd fietste het gezelschap - Raam, Sammie, Eckhardt en Groen - naar discotheek de Gimmick, waarna Raam met Sammie mee naar huis gaat, waar ze seks hebben.
Raam, Eckhardt en Groen staan weer in de Gimmick. Na sluitingstijd fietst Raam met een meisje dat hij daar heeft ontmoet mee naar huis. De volgende ochtend moet zij vroeg weg en laat hem in haar huis achter, waar hij Sammie belt en ook vertrekt. Omdat hij zijn jas met sleutels erin binnen heeft laten liggen, moet hij naar het atelier van Groen om de reservesleutels op te halen. Die stelt Raam voor aan zijn nieuwe vriendin Dolfijntje. Samen snuiven ze wat cocaïne.
's Avonds gaan ze naar galerie Dixit, waar een expositie is van de Duitse kunstenaar Georg Bleichfeld. Daar neemt een jonge fotograaf foto's voor de Circle-pagina van het blad Holland Post. Een vriend van Raam, de 'video-artiest' Hansmaarten Stoop, die net terug is uit New York waar hij in SoHo en Greenwich Village op straat met een camera heeft gefilmd, stelt Raam voor aan de dichter Freddie Oerzang. Later stelt Stoop voor om naar de hiphop- en rapavond in de Akhnaton te gaan. Ze gaan met zijn vieren: Raam, Stoop, Oerzang en diens vriendin. Daarna gaan ze naar Stoops huis en vervolgens wil het vriendinnetje van Oerzang naar de Gimmick, waar het echter tegen middernacht nog te vroeg voor is. Als Raam weggaat zegt Stoop: 'Weet je wat het met jou is?' Waarop Raam denkt: 'Ik weet niet wat het met mij is. Ik hoef ook niet te weten wat het met mij is. Get up, stay on the scene.'
Het is 'Bam Bam-avond' in de Gimmick, een jaren zeventig-avond met muziek van voor de punk. Na een conflict met de portier gaat Raam met Eckhardt in de cocktailbar op de tweede verdieping zitten. Eckhardt ontvouwt zijn kunstopvatting: 'Kunst is een kwestie van timing, marketing en conceptual strategy, ik noem maar wat.' Kunst kan niets uitdragen omdat er niets meer omver te werpen valt. 'Er zijn geen goeie of slechte kunstenaars meer, Walter, er zijn kunstenaars mét geld en er zijn kunstenaars zónder geld en de kunstenaars zonder geld zijn eigenlijk helemaal geen kunstenaars.' Eckhardt heeft zich neergelegd bij de situatie: 'de wereld is een moeras en er is maar één remedie: het diploma. Het zwemdiploma. Leer zwemmen in het moeras, iets anders zit er niet op.' Het komt erop aan om 'iedere zendingsdrang te onderdrukken' want alles is al gedaan en dat weet iedereen. Aan het einde licht Eckhardt Raam in dat zijn ex Sammie nu met een ander neukt.
Raam rijdt met zijn vader mee naar Bergen, waar zijn ouders wonen, in een huis 'zoals huizen er in sommige hippe televisiedrama's bij de VPRO uitzien.' Zijn moeder werkt in een ziekenhuis. Raams ene zuster is au pair in Londen en de andere reist door Europa met een Antilliaanse semi-crimineel. De volgende dag rijdt hij met zijn moeder naar Noordwijkerhout om een vriend, de kunstschilder Alex Menkveld te bezoeken, die daar met allerlei neuroses in een inrichting is opgenomen. Alex vertelt wat hij nog wil doen alvorens zelfmoord te plegen en geeft Raam drie schilderijen mee. Daarmee gaat hij weer naar Bergen en vandaar naar Amsterdam. Daar maakt hij plannen voor nieuwe schilderijen en om twee gram Colombiaanse cocaïne te kopen. Die avond gaat hij enkele grachtencafés langs: de Adel met kakkers, Efforts waar het publiek hipper is, en café Zola, waar hij een half jaar eerder seks met de uitbaatster Mimi heeft gehad. De kleine kans dat hij Sammie in de Gimmick zal aantreffen voert Raam uiteindelijk daarheen. Er is een acid-party met Londense diskjockeys. Sam is er niet, maar Groen wel en Stoop ook, met zijn vriendin Vicky. Ook treft hij het meisje bij wie hij zijn jas had laten liggen, die zij nu draagt. Hoewel er wel aantrekkelijker meiden rondlopen, gaat hij opnieuw met haar mee en heeft nu wel seks.
Raam koopt de cocaïne, anderhalve gram, bij Danije. Diens vrouw Renée, die aan de universiteit werkt, gaat na een tijdje boven werken en dan stelt Raam Danije voor om voor hem te gaan werken als cokedealer. Danije antwoordt dat Raam dan eerst de anderhalve gram die hij zojuist gekocht heeft maar eens moet proberen kwijt te raken. Raam probeert dit bij de Dam maar raakt in conflict met twee Amsterdammers die hij voor Duitsers aanzag. Daarna gaat hij bij Sammie langs, die hem echter aan de deur houdt. Als hij weer thuis is, belt Groen met het bericht dat hij voor januari twee appartementen op Tenerife heeft geregeld en dat zij drieën, Groen, Eckhardt en Raam, daarheen gaan. Aansluitend zullen Groen en Raam naar New York gaan om de mogelijkheden tot exposeren te verkennen.
Raam gaat naar Florence om Mariëtte, bijnaam 'Pet', op te zoeken, die acht jaar geleden zijn allereerste vriendinnetje was. Pet woont met vier studenten aan de rand van de stad. Nederland vindt ze niks, maar Raam is het daar niet mee eens: '"je hebt gewoon de ene hoop stront ingeruild voor de andere. Natuurlijk is het kut in Nederland. Maar dat is het hier ook."' Van Florence reist Raam per trein naar Milaan om daar het vliegtuig naar Tenerife te nemen. Groen haalt hem van het vliegveld en stelt meteen zijn vriendin voor, een Spaanse die Petra heet maar die hij Rosita noemt. Ze gaan eerst naar het strand, zwemmen. Daarna geeft galeriehouder Sergio Valla een feest in café El Concho. Eckhardt zit met zijn vriendin Elma aan de bar te praten met kunstfotograaf Martin Paardekooper, die vanwege zijn internationale ambities 'Moreno' als achternaam hanteert. Ook Georg Bleichfeld is van de partij met zijn vriendin, de 'zwarte kanjer'. Maar Raam vindt Rosita de mooiste vrouw van de avond. Daarna gaat het gezelschap met zes taxi's naar de villa waar Bleichfeld verblijft. Op het dakterras beleven ze de zonsopgang.
Op Tenerife gaan ze elke dag naar het strand. Eckhardt legt Raam uit wat het verschil tussen hen is: 'Ik heb meer succes, meer aanbiedingen, meer opdrachten, meer reacties. Ik heb kortom meer sales-appeal. En dus meer voldoening.' Ook betoogt hij dat er geen idealen meer mogelijk zijn in de kunst en dat 'de toekomst een toekomst is van annexeren, kopiëren, plagiëren desnoods.' Als Eckhardt meedeelt dat het appartement waar Raam met Groen verblijft tweehonderdvijftig gulden per dag kost en Groen geen geld heeft om daaraan mee te betalen, gaat Raam in op het aanbod van Rosita om zijn verblijf voort te zetten in haar huis in Candelaria. Daar vindt hij alles echt, oud, onbedorven en authentiek. Bij Rosita thuis voert Raam dagenlang weinig uit en overdenkt zijn seksleven met Sammie. Als Groen langskomt en met Rosita vertrekt, maakt Raam een wandeling langs de branding en overdenkt zijn aanstaand vertrek naar New York. In het vliegtuig blijft Raam aan Groen vragen of hij seks heeft gehad met Sammie. Uiteindelijk wordt Groen het gezeur zo zat dat hij de harde waarheid maar onthult: hij heeft het aandringen van Sammie weerstaan omdat Raam een vriend van hem is. 'Ze heeft die avond aan één stuk door over je zitten klagen, en meer zeg ik niet want dan spring je zometeen helemáál uit het vliegtuig.'
In New York bezoeken Raam en Groen peepshows en galeries. Ze slapen in de YMCA. Het gaat Raam vervelen, maar in een bar ontmoet hij de bijna veertigjarige Dulcie Rosen, redacteur bij het tijdschrift US Gardens. In haar appartement brengt hij enkele dagen door en dit bevalt goed; als zij op haar werk zit kijkt Raam televisie en belt twee keer per dag naar Amsterdam, naar Sammie. Hij stelt zijn terugreis een maand uit. Tegen Groen zegt hij dat hij een Puertoricaanse van achttien heeft ontmoet. Het zijn aseksuele weken en de goedverdienende Dulcie laat Raam helemaal vrij om te doen wat hij wil. Tijdens de retourvlucht overdenkt hij deze periode. 'Ik had amper geleefd. Niemand die iets aan me had gevraagd, niemand die iets van me had gewild. Zo zou het vaker moeten zijn.'
Na zijn verblijf in New York is Raam op een feestje van zijn ouders. Zijn jongste zus zit dan in Londen en Bianca is op reis. Daags daarna komen twee ambtenaren van de Raad voor de Kunst bij Raam in zijn atelier langs om zijn subsidiewaardigheid vast te stellen. Om te verbergen dat hij niets uitvoert presenteert hij hen de schilderijen van Alex Menkveld als zijn eigen werk. De ambtenaren reageren enthousiast en Raam kan veertigduizend gulden subsidie tegemoet zien. Daarop verlaat hij opgelucht zijn atelier. 'Hier zien ze mij de eerste tijd niet meer.'
Groen nodigt Raam uit voor de opening van een expositie in het Stedelijk Museum en vertelt hem meteen dat Alex Menkveld niet meer in een inrichting zit. Na een bezoek aan de hoeren gaat Raam naar Danije om coke te kopen. Daar treft hij Sammie, die inmiddels ook cokedealer is geworden. Zij gaat met hem mee naar een café. Omdat zij net zo op zijn bagagedrager zit als vroeger, overdenkt Raam onderweg de eerste zomers met haar, aan het strand van Bergen aan Zee. Sam vertelt dat zij seks met een vriend van Raam heeft gehad, niet met Groen zoals hij vermoedde maar met Alex gedurende zijn verblijf in de inrichting.
Voor de expositie in het Stedelijk Museum heeft Raam alleen oud materiaal aangedragen. Bij de opening is de koningin aanwezig. Omdat hij achter elkaar zes lijntjes cocaïne heeft gesnoven wordt hij onwel en slaat steeds met zijn hoofd tegen de vloer. Na andere middelen toegediend te hebben gekregen knapt hij weer op. Na het diner in het Amstel Hotel vertrekken de koningin en de hoogwaardigheidsbekleders. De kunstenaars blijven over en krijgen ruzie met het personeel, dat hen naar buiten probeert te werken. Terwijl de ruzie in vechtpartijen ontaardt, vertelt Raam Groen dat hij voortaan abstract wil gaan schilderen, wat deze afwijst: '"Abstracte kunst is de biedermeiercultuur van de twintigste eeuw."' Ze vertrekken per taxi naar de Gimmick, waar Raam constateert dat de exclusieve club met bijzondere mensen is afgetakeld tot een gewone discotheek voor bierdrinkers. Als hij op de bar een lijntje wil snuiven, sommeert de barvrouw hem op te stappen. Een portier zet hem eruit. Buiten staat het meisje met wie hij na zijn eerste bezoek, een half jaar eerder, meeging, maar hij ziet haar aan voor Sam. Pas als zij haar zonnebril opzet bemerkt hij zijn vergissing.
Het meisje herkent hem nog wel en neemt hem mee naar huis. Tijdens de seks krijgt Raam een hevige bloedneus. De volgende ochtend kiest hij uit haar videocollectie 9½ Weeks en Turks fruit die hij achter elkaar bekijkt. Eerst beeldt Raam zich in dat Kim Basinger Sammie is, maar bij de vrouwelijke hoofdpersoon van de tweede, die na een operatie aan een hersentumor een 'deurtje' in haar hoofd heeft, denkt hij: 'Had ik er maar zo een, had ik maar zo'n hoofd. Walter Raam met een deurtje in z'n kop. Dan kon ik uit mezelf weglopen, huppekee, deur achter me dicht en wegwezen.' Dan vraagt het meisje met de zonnebril wat hij nou eigenlijk wil en daarover blijft hij nadenken. 'Ik wil een taxi.'

## Structuur
De roman beslaat drie episodes uit het leven van de protagonist en een proloog die zich in New York afspeelt. De plaats van de proloog in de chronologie is in deel drie. Matthijs van Nieuwkerk beschrijft de structuur als 'een langgerekte snuif: na een rustige ouverture, schiet het verhaal uiteindelijk in steeds grotere turbo-snelheid naar een finale.'

## Schrijfstijl
Het wemelt in de roman van de aanhalingstekens. Daarmee weerspiegelt de schrijfstijl een door Eckhardt geformuleerde opvatting: 'Wij zien in dat de toekomst een toekomst is van annexeren, kopiëren, plagiëren desnoods.' Marc Kregting typeerde de taal als volgt: 'Taal in Gimmick! heeft de status van merkkleding: ze laat vooral haar negatieve kant zien.' Matthijs van Nieuwkerk ziet 'een speedy, kortademige stijl', alsof de drugsroes in de stijl tot uitdrukking komt. Reinjan Mulder typeerde in NRC Handelsblad de schrijfstijl als 'stoerdoenerig super-proza' en de toon als 'ronduit brutaal'.

## Thematiek
Programmatisch voor Gimmick! is een citaat uit een videoclip: 'Instead of human beings there are only camera's in New York City.' Gebeurtenissen en voorwerpen worden vergeleken met videoclips. De naam Raam duidt op een lijst om de leegte die hij bevat. Het personage Freddie Oerzang, dichter van 'maximale poëzie', zou de afrekening met de Maximalen voorstellen.

## Achtergrond

### Situering
J.A. Dautzenberg spreekt van een satirische roman over de Amsterdamse kunstscene die kenmerken van een sleutelroman heeft, maar tegelijk een afrekening is met de Maximalen. De auteur zelf omschreef zijn boek als 'een satire en een pastiche', meer precies 'een adaptatie van de schelmenroman.' Volgens Marc Kregting is Raam, de protagonist, in zijn onverschilligheid verwant aan Holden Caulfield uit The catcher in the rye van J.D. Salinger. Kregting noemt het verleidelijk om de dan recente Amerikaanse literatuur, met name Less Than Zero van Bret Easton Ellis, als de literaire context te zien, maar kiest toch voor Lolita van Vladimir Nabokov, door Zwagerman zelf getypeerd als 'burlesk ego-document, een twintigste-eeuwse schelmenroman'.
Volgens Koen Vergeer komen in de roman wel postmoderne thema's voor zoals de verbinding van hoge en lage cultuur, maar is de roman zelf niet postmodern. Fictie en werkelijkheid blijven gescheiden, er is geen opvallend grote mate aan intertekstualiteit. Bovendien ontbreekt de typisch postmoderne reflexiviteit: nergens wordt het schrijven zelf gethematiseerd. Ten slotte is de structuur conventioneel, zonder ontregelende verschuivingen in verhaal-, vertel- of stijlniveaus.

### Sleutelroman
Gimmick! wordt wel een sleutelroman genoemd. Volgens criticus Gertjan van Schoonhoven heeft de Amsterdamse uitgaansclub de RoXY model gestaan voor de Gimmick!, treedt Rob Scholte op als het personage Eckhardt en gaat achter Freddie Oerzang de Maximaal Arthur Lava schuil. Matthijs van Nieuwkerk noemde het een 'publiek geheim' dat het een sleutelroman is over de groep rond Rob Scholte, maar volgens Zwagerman is niemand letterlijk getekend, alleen de mores van de groep zijn naar de werkelijkheid getekend.

### Beeldende kunst
In een recensie over werk van onder meer Jeff Koons, 'De corruptie van goed en slecht', verschenen in de Volkskrant van 3 februari 1989, behandelde Zwagerman enkele tegenstellingen: de kunstenaar als buiten de maatschappij staand genie of als handelaar in hypes, uniciteit tegenover reproductie, (het failliet van) de geschiedenis. Volgens Kregting, die in Gimmick! een kentering ziet, zou de Zwagerman van voor deze roman steeds de tweede optie hebben gekozen, maar had hij zich inmiddels bekend tot de idealistisch-romantische benadering.

## Receptie
Literatuurcriticus Arnold Heumakers plaatste in de Volkskrant de roman in de traditie van kunstenaarsromans die de tegenstelling tussen kunstenaar en burgermaatschappij tot thema hebben. In die zin is de visie in Gimmick! origineel, dat de - impliciete - kritiek zich op de kunstenaars richt. Heumakers signaleert verwantschap met Een zachte vernieling (1988) van Hugo Claus, waarin de Cobra-groep wordt ontmaskerd als 'egoïstische, afgunstige ijdeltuiten en leeghoofden'; in Gimmick! 'gewiekste zelfstandigen, die zonder scrupules hun goed lopend bedrijfje runnen en verder voornamelijk op zoek zijn naar sex, drugs en rock 'n' roll.' Het grootste bezwaar is voor Heumakers de vertelwijze. Door het verhaal te laten vertellen door een leeghoofd, Raam, kan het resultaat niet anders dan oppervlakkig aandoen. Anderzijds heeft de auteur zich volgens Heumakers juist te weinig in zijn personage ingeleefd, waardoor de vertelwijze van Raam te zeer die is van 'een handige romancier, te weinig die van een personage dat zich uitspreekt. Daardoor verliest het boek aan diepgang wat het aan vlotheid en overzichtelijkheid wint.'
de waardering van criticus Reinjan Mulder van NRC Handelsblad steeg toen hij tijdens het lezen herkende dat de auteur met zijn vlotte, stoere stijl niet stoer over wilde komen, zoals Mulder aanvankelijk meende, maar eerder een cultuurkritiek over het voetlicht probeerde te brengen.
De roman betekende de doorbraak van Zwagerman bij een groot publiek.

### Invloed
Vanaf halverwege de jaren 1990, werd Zwagerman dankzij deze roman en tegen zijn zin beschouwd als voorloper van de zogenoemde Generatie Nix, die in welvaart is opgegroeid en alleen interesse heeft in seks, drugs en housemuziek. Deze generatie werd gelanceerd in een artikel dat onder de titel 'Generatie Nix' op 24 februari 1994 in De Groene Amsterdammer verscheen en waarin een aantal jonge schrijvers werd geïnterviewd. Bij die gelegenheid noemde Ronald Giphart Gimmick! als voorloper, met name omdat het boek van schrijfplezier getuigde.